# Tarlee
Tarlee (288 habitants) est une localité en Australie-Méridionale située à 80 km au nord d'Adélaïde, la capitale de l'état. Elle est située sur la Main North Road près de la Gilbert River et de la Barrier Highway.